# Evropski čudak
Evropski čudak (znanstveno ime Orgyia antiqua) je evropska vrsta metuljev gobarjev, ki se je v zadnjem času razširila po celotnem palearktičnem in nearktičnem pasu. Odrasli samci te vrste so oranžno rjave barve in letajo pretežno podnevi, odrasle samice pa so brezkrilne in svoje odraslo življenje preživijo pritrjene na zapredek. Gosenica je izredno pisana in zanimiva z mnogo barvnimi izrastki in dolgimi dlačicami temno sive, rdeče in rumene barve. Prehranjuje se z listi različnih drevesnih vrst. 

## Opis
Pri evropskem čudaku je izrazit spolni dimorfizem, saj so odrasli samci te vrste metulji oranžno rjave barve, ki letajo pretežno podnevi, odrasle samice pa so brezkrilne in svoje odraslo življenje preživijo pritrjene na zapredek. Krila samcev so enake barve kot telo, na prvem paru kril pa je bela pika. Kratke tipalke so resaste in enake barve kot trup. Preko kril samci merijo med 35 in 38 mm. Samica nima kril in je rjavo sive barve. Tipalke so manj resaste kot pri samcih, trup pa je zavaljen. Odraslo življenje preživi pripeta na zapredek, na zunanjo stran katerega odloži več sto rjavkastih jajčec, ki so na vrhu in na dnu rahlo sploščena in imajo na vrhu temnejšo vdrtino.. 
Zgodaj naslednjo pomlad se iz jajčec izležejo gosenice, ki so zlahka prepoznavne po rogu podobnem izrastku na glavi, živih barvah ter rumenih dlačicah, zbranih v štiri grbaste čopke. Telo gosenic je temno sive ali črne barve, po bokih in hrbtu pa ima rdeče bradavice. Na zadku se nahaja strupena žleza, z izločki katere si namaže ščetine. Te gosenici služijo kot obramba pred plenilci. Gosenice običajno dosežejo dolžino med 30 in 40 mm, gosenice samic pa so znatno večje od gosenic samcev.
Gosenice se zabubijo v razpokah med lubjem, obdajo pa se s svilenim zapredkom. Buba je poraščena s črnimi bleščečimi dlačicami.

## Razširjenost
Evropski čudak je evropska vrsta metuljev gobarjev, ki se je v zadnjem času razširila po celotnem palearktičnem in nearktičnem pasu. V Severni Ameriki je ta vrsta dobila status manjšega škodljivca v gozdovih, v Združenem kraljestvu pa bi v mestih lahko kmalu dobila status škodljivca.

## Galerija
- Mlade ličinke
- Gosenica v živih barvah
- Ličinka na listu vrtnice
- Orgyia antiqua (samec)
- Zadnja sran samice
- Samica odloži jajčeca na zunanjo stran svojega zapredka
- Parjenje
- Jajčeca
- Ilustracija odraslega samca
- Ilustracija odrasle samice
- Ilustracija gosenice